# Barajevo

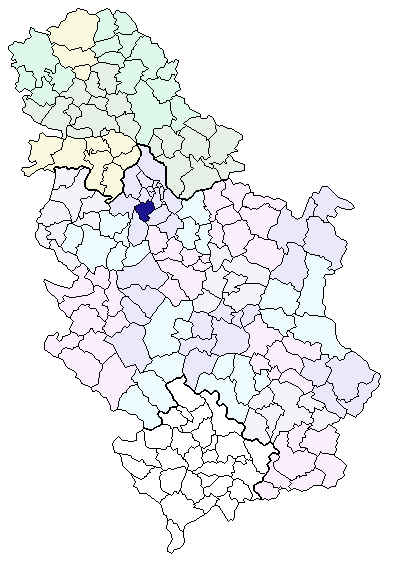
Poloha opštiny Barajevo na mapě státu

Barajevo (v srbské cyrilici Барајево) je město v centrálním Srbsku, administrativně spadající pod hlavní město Bělehrad. Podle údajů ze sčítání lidu z roku 2011 zde žilo 9 158 obyvatel. Protéká ním říčka Barajevica.

## Poloha
Barajevo se nachází jihozápadně od srbské metropole, na hlavním silničním (tzv. Ibarská magistrála) i železničním (trať Bělehrad-Bar) tahu směrem k městům Lazarevac a Valjevo. Je centrem Opštiny Barajevo, která zahrnuje celkem 13 dalších sídel. Většina zástavby města je soustředěna okolo hlavní silnice.

## Historie
Místo bylo osídleno díky početným zdrojům vody. Populární etymologie názvu města zní Bara je ovo (zde je močál), v tureckých zdrojích se objevuje jako Baraj, lze předpokládat, že název města vznikl obdobně jako v případě Sarajeva nebo Pančeva tureckou příponou -ova označující louku nebo pole. Současný název má Barajevo od skončení turecké nadvlády. Administrativně je součástí Bělehradu od roku 1955.
V roce 2020 zde byla budována nová sportovní hala a o tři roky později bylo realizováno nové tržiště.

## Obyvatelstvo
Díky blízkosti k Bělehradu a dobrému dopravnímu spojení počet obyvatel Barajeva v průběhu let roste:
- 1921: 2 330
- 1953: 3 361
- 1971: 3 486
- 1981: 4 225
- 1991: 6 093
- 2002: 8 325
- 2005: 9 231

Oblast je i v současné době místem značné stavební aktivity a intravilán Barajeva se proto prolíná i s okolními obcemi, které také procházejí značným růstem.

## Doprava
Městem prochází železniční trať Bělehrad–Bar. Na ní jsou dvě stanice. hlavní nádraží a zastávka Barajevo-Centar, která je ve středu města. Západně od města prochází silnice č. 22 neboli Ibarská magistrála.